# Yacine Belhousse
Pour les articles homonymes, voir Yacine.
Yacine Belhousse, né en 1981 à Bondy, est un humoriste, acteur, auteur, metteur en scène, réalisateur et producteur français. Révélé par l'émission Le Jamel Comedy Club sur Canal+ entre 2006 et 2008, il pratique un humour absurde proche du style anglo-saxon et popularisé par la troupe des Monty Python ou encore de l’humoriste anglaise Eddie Izzard.

## Biographie

### Jeunesse
Il suit une formation classique de théâtre au lycée qui lui permettra d’écrire et de jouer, quelques années plus tard, avec un collectif d’amis sa toute première pièce de théâtre intitulée Une vie particulière, aidé par Kamel Ouarti, directeur du Studio Théâtre de Stains.
Il participe également à des ateliers d’improvisation dirigés par Papy, où il rencontre Cédric Ido.
En 1999, il découvre à la télévision le spectacle I’m telling you for the last time de Jerry Seinfeld, qui le pousse à se lancer dans le stand-up. Le style sobre et percutant de Seinfeld, se basant principalement sur de l’humour d’observation et s’adressant directement au public, contraste avec la mode des années 1990 en France, plus encline à des seuls en scène et des spectacles à sketchs.
Il s’essaye alors brièvement à la scène avant de n’y revenir qu’au début des années 2000.
Après de courtes études en biologie à l'université Paris-XIII à Bobigny, lieu où il développera son sketch sur les hommes préhistoriques, il sort finalement diplômé d’un master en cinéma à l’université Paris-VIII.

### Débuts
En 2005, il s’essaye à nouveau au stand-up et remonte sur scène au café culturel de Saint-Denis, et participe aux soirées Comic Street, La famille, et Barres de rire, où il côtoie Alban Ivanov et le Comte de Bouderbala.

### LeJamel Comedy Club
Repéré par Kader Aoun, metteur en scène de Jamel Debbouze et co-auteur de la série humoristique H produite par Canal+, il intègre en 2006, la première saison du Jamel Comedy Club, après seulement 6 mois d’expérience dans le stand-up.
La première saison remporte un immense succès et des représentations ont lieu au Casino de Paris. Une tournée est annoncée dans toute la France mais également en Suisse, en Belgique, et au festival Juste pour rire de Montréal, en présence de Jamel Debbouze et de toute la troupe du Jamel Comedy Club, réunissant notamment Dédo, Blanche Gardin, Claudia Tagbo, Thomas Ngijol, Fabrice Eboué, Noom Diawara, Amelle Chahbi, Wahid Bouzidi, Jean-François Cayrey, Patson et Frédéric Chau.

### L'aprèsJamel Comedy Club
Après trois saisons, il quitte définitivement la troupe du Jamel Comedy Club et se lance dans l’écriture de son tout premier spectacle qu’il jouera en mai 2009 au Jamel Comedy Club puis au Théâtre de Dix Heures.
Accompagné de son acolyte, l'humoriste Dédo, il co-créé le 4 novembre 2007 la web-série L’Histoire racontée par des chaussettes, qui remporte un franc succès sur Youtube. La chaîne Golden Moustache commande alors en 2012 de nouveaux épisodes et leur diffusion dépasse systématiquement le million de vue. L’engouement est tel qu’une cagnotte Ulule est créée afin que de nouveaux épisodes soient autoproduits et qu’un DVD puisse être commercialisé. La série remportera également plusieurs prix au festival de Luchon et au festival de La Rochelle. La sixième saison (2021-2022) est actuellement disponible sur la chaîne Youtube de la série.

### Une carrière à l'étranger
En 2014, il participe au Fringe, le plus grand festival d’humour au monde rassemblant près de 2500 spectacles à Edimbourg pendant tout le mois d'août. Il y joue son spectacle entièrement en anglais.
Au total, il jouera dans plus de 18 pays son spectacle Made in France.
Toujours animé par l’idée que l’humour est universel, il réalise en 2018 un documentaire sur le stand-up intitulé Voulez-vous rire avec moi ce soir ?. Grâce à cela, il rencontre et interviewe des dizaines d'humoristes venant de tous les horizons, certains très confirmés comme Bill Burr ou Eddie Izzard.

### Le lancement des soiréesPremières fois
Le 1er février 2014, il lance avec le musicien et compositeur MiM les soirées Premières fois. Le concept est de réunir une dizaine d’artistes qui jouent et présentent devant un public leurs créations pour la première fois. La soirée connaît un franc succès et a lieu chaque début du mois.
De nombreux humoristes, confirmés ou non, peuvent jouer. Kyan Khojandi, Navo, Blanche Gardin, Shirley Souagnon, Roman Frayssinet, Paul Mirabel, Fary, Tania Dutel ou encore Marina Rollman s’y sont d'ailleurs déjà produits.

### Divers
En 2011, il fait également partie du casting de la série télévisée à succès Bref, diffusée sur Canal+, où il joue de petits rôles comme les personnages de « Demain » et de « la Solitude ».
En janvier 2013, il remplace au pied levé Kyan Khojandi pour la première partie de Airnadette : la Comédie Musiculte à l'Olympia.
De septembre 2013 à juin 2014, il présente l'émission TIPS sur la chaîne Nolife.
Grand fan de la série Parks and Recreation et Games of Thrones, il crée, écrit, et coréalise en 2016 la web-série parodique humoristique Le trône des Frogz avec Baptiste Lecaplain, Dédo, Aude Gogny-Goubert, et Nicolas Berno. La série compte deux saisons.
En janvier 2019, il met en scène la pièce de théâtre Roméo et Juliette avec Cyprien, Squeezie, Mcfly et Carlito.
En juin 2020, il participe avec Dédo à l'actual play La Bonne Auberge de Lucien Maine, regroupant notamment Pénélope Bagieu, Adrien Ménielle, Anne-Sophie Girard, Lisa Villaret et Max Mamouth. Leur participation à cette émission, diffusée sur Twitch et Youtube, sera par la suite prolongée en 2023 à l'issue d'un financement participatif.
Le 22 septembre 2021, il sort sa première bande dessinée Le mode d’emploi de tout, illustrée par Ben Renaut aux Editions Delcourt.
Stand-upper depuis plus de 15 ans, il propose également des masterclass dans toute la France afin d'accompagner les jeunes humoristes à développer toutes les compétences nécessaires pour mieux appréhender cette discipline.
Depuis la rentrée 2022, il est chroniqueur régulier dans l'émission Clique présentée par Mouloud Achour.

## Filmographie

### Acteur

#### Cinéma
- 2009 : Le Chihuahua de Beverly Hills de Raja Gosnell : Papi, Rafa, Sébastian (voix)
- 2012 : Pauvre Richard de Malik Chibane : Omar
- 2013 : Pop Redemption de Martin Le Gall : Erik
- 2015 : Les Dissociés du collectif Suricate : lui-même
- 2016 : Le Décodeur du collectif Golden Moustache : le professeur
- 2022 : Les SEGPA d'Ali Bougheraba et Hakim Bougheraba : le CPE
- 2024 : Les SEGPA au ski d’Ali Bougheraba et Hakim Bougheraba : Le CPE

#### Télévision
- 2009 : Inside Jamel Comedy Club d'Olivier Braumstein : lui-même
- 2011 : Bref de Kyan Khojandi et Bruno Muschio : « Demain » et « La Solitude »
  - épisode 2, « Bref, je remets tout à demain »
  - épisode 47, « Bref, je suis vieille »
  - épisode 81, « Bref, lui c'est Kheiron »
- 2013 : Les Témoins de la Force de FloBer : Témoin de Jéhovah
- 2015 : Reboot : le mixer
- 2016 : Dead Landes de François Descraques et François Uzan : Sam
- 2022 : Le Flambeau  de Jonathan Cohen : Frère Guili Guido

#### Court-métrage
- 2020 : L'Autre moi de Cyprien Iov : humoriste

#### Web-série
- 2013 : Le Visiteur du futur de François Descraques : le colporteur
- 2018 : Le trône des Frogz : un paysan (caméo)
- 2020 : Joueur du Grenier - 11 ans de JDG : le portrait

#### Fictions audio
- 2017 : L'Épopée temporelle : Garde 2, pirate 2, Adolf Hitler, Capu
- 2019 : Mystères à St-Jacut : Yanoche Le Bellec

### Réalisateur

#### Documentaire
- 2018 : Voulez-vous rire avec moi ce soir ?

#### Web-séries
- 2007 : L'Histoire racontée par des chaussettes, co-réalisé avec Dédo
- 2016-2018 : Le trône des Frogz , co-réalisé avec David Tabourier (sur la chaîne de Golden Moustache)

### Scénariste/Auteur

#### Fictions audio
- 2017 : L'Épopée temporelle, co-écrit avec Cyprien Iov, François Descraques et Bruno Muschio

#### Web-séries
- 2007 : L'Histoire racontée par des chaussettes
- 2016-2018 : Le trône des Frogz

#### Théâtre
- 2019 : Roméo et Juliette, écrit par lui-même, Cyprien, Squeezie et McFly & Carlito

## Humour

### Spectacles de stand-up
- 2009 : "Yacine" tout seul
- 2012 : Toi, cherche un titre!
- 2014 : Made in France (en anglais)
- 2016 : RévolutionS
- 2019 : Yacine joue son spectacle
- 2021 : 2021
- 2022 : 2022
- 2023 : 2023
- 2024 : 2024

### Passages auJamel Comedy Club
- Sketch Les Hommes préhistoriques (saison 1)
- Sketch du spectacle au Casino de Paris (saison 1)
- Chanson Vanessa en duo avec Dédo (saison 3)
- Chanson Les Amis en duo avec Blanche (saison 3)
- Sketch dans l'émission du 30 août 2008 (saison 3)
- Chanson Jamel en duo avec Dédo (saison 3)

## Livre
- Le Mode d'emploi de tout, illustré par Ben Renaut, Éditions Delcourt, Collection Pataques, 2021.